# Impasse des Bourdonnais
L'impasse des Bourdonnais est une voie du 1er arrondissement de Paris, en France.

## Situation et accès
L'impasse donne dans la rue des Bourdonnais.

## Origine du nom
Comme la rue des Bourdonnais, cette voie doit son nom à Adam et Guillaume Bourdon, bourgeois de Paris ayant exercé des fonctions municipales au XIIe siècle.

## Historique
Cet endroit était très anciennement une voirie hors de la première enceinte médiévale de Paris qui se nommait « place du Marché-aux-Pourceaux », « fosse aux Chiens » ou « Fosse-aux-Chieurs, ». Elle servait de dépôt de boues, de charognes et autres immondices du quartier et de marché aux porcs, et s'étendait jusqu'à la place-aux-Chats, place qui était située entre le cimetière des Innocents et la rue de la Ferronnerie.
Cette voie est citée dans Le Dit des rues de Paris, de Guillot de Paris, sous la forme « viez place A Pourciaus ». C'était un lieu patibulaire où des faux-monnayeurs furent condamnés à mort par ébouillantage et des sorcières brulées vives en 1319. Vers 1360, le marché aux Porcs est transporté sur la butte Saint-Roch.
C'était autrefois une rue qui reliait la rue des Bourdonnais, à l'est, à la rue Tirechappe, à l'ouest.
La rue est ensuite l'endroit d'un marché aux porcs et est désignée, au début du XIVe siècle, comme « Marché-aux-Pourceaux ». Elle devient une impasse au début du XVIe siècle et prend le nom de « cul-de-sac de la Fosses-aux-Chiens ». En 1808, elle change de nom à la demande de ses habitants et devient l'« impasse des Bourdonnais » ou « cul-de-sac des Bourdonnais ».
En 1817, le cul-de-sac des Bourdonnais commençait entre les 17 et 19, rue des Bourdonnais et était située dans l'ancien 4e arrondissement de Paris, quartier Saint-Honoré.
Les numéros de la rue étaient rouges. Le dernier numéro impair était le no 5 et le dernier numéro pair était le no 8.

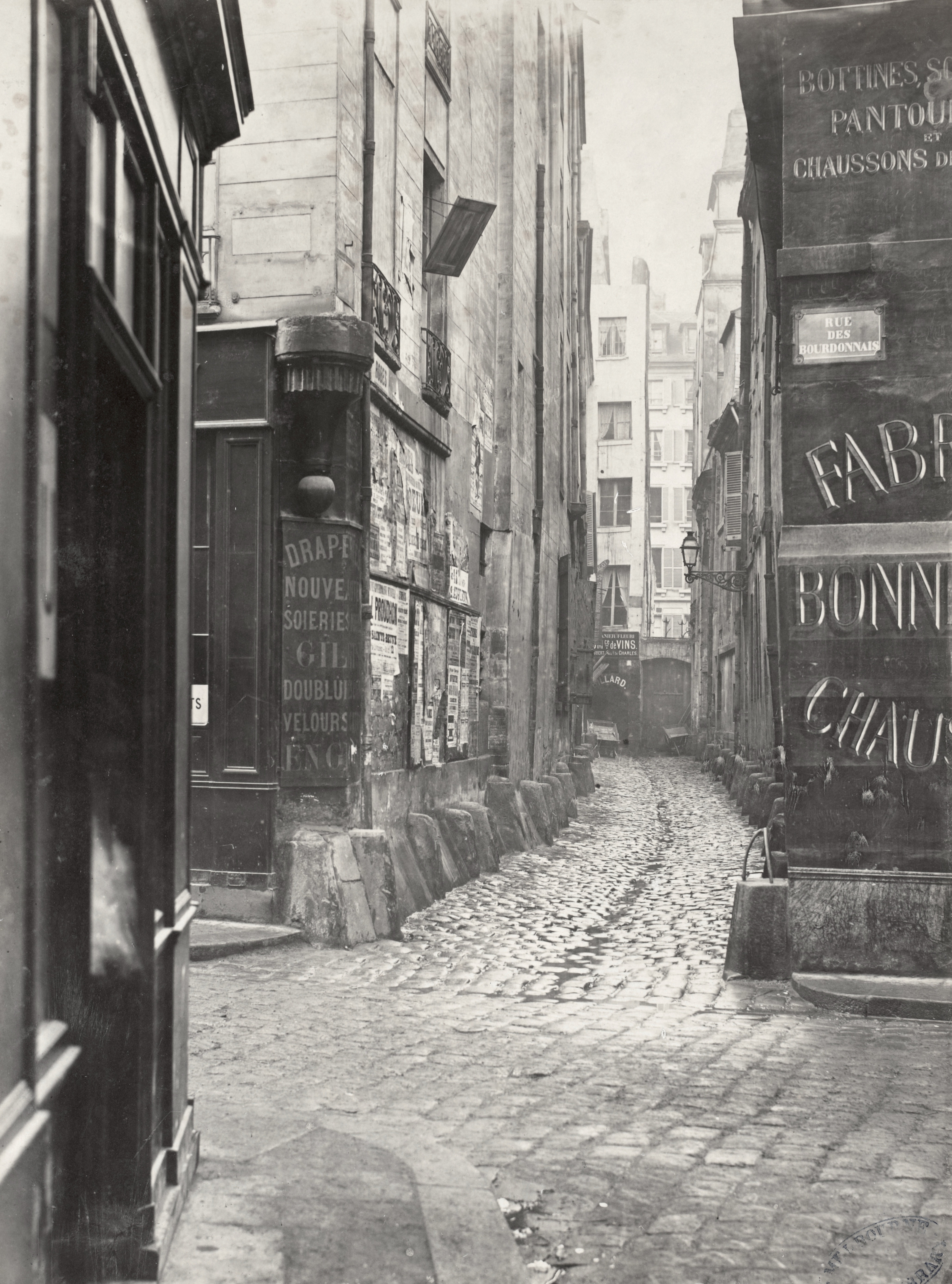
Impasse des Bourdonnais vers 1853, vue depuis la rue de la Limace (cliché de Charles Marville).

## Pour approfondir